# Atractiellales
Atractiellales (лат.) — порядок грибов из подтипа Pucciniomycotina типа базидиомицетов, единственный в классе Atractiellomycetes R.Bauer, Begerow, J.P.Samp., M.Weiss & Oberw., 2006.
В порядок включены три семейства, 10 родов и 34 вида:
- Atractogloeaceae
- Mycogelidiaceae
- Phleogenaceae